# 奥萨马·马利克
奥萨马·奥兹·马利克 (1990年9月30日 - )是澳大利亚一名足球运动员，现效力于澳超阿德莱德联队。

## 俱乐部生涯
马利克在2009-10赛季初与阿德莱德联青年队签约。在此之前他还先后效力于一些当地足球俱乐部如Croydon Kings和阿德莱德突击者。2008年初，马利克还曾参加了意大利俱乐部都灵的训练营。
马利克第一次被征召至主力阵容是在世俱杯中代替受伤球员保罗·阿戈斯蒂诺出征。其职业首秀则是2008年12月14日对阵大阪钢巴的比赛中，在第77分钟替换巴西球员克里斯蒂亚诺完成的。 2009年6月3日，马利克与北昆士兰狂暴签约一年。作为21岁以下球员，马利克大多数时间效力于阿德莱德银河队。
2011–12年赛季，马利克重返阿德莱德联。不过阿德莱德联在2011年5月17日与北昆士兰狂暴的接触中希望其尽快解约，以图马利克还能新东家参加在2010-11赛季的剩余比赛。

## 职业统计
(数据截止2012年5月3日)
| 俱乐部       | 赛季    | 联赛 | 联赛 | 决赛 | 决赛 | 国际1 | 国际1 | 统计 | 统计 |
| 俱乐部       | 赛季    | 出场 | 进球 | 出场 | 进球 | 出场  | 进球  | 出场 | 进球 |
| ------------ | ------- | ---- | ---- | ---- | ---- | ----- | ----- | ---- | ---- |
| 阿德莱德联   | 2008–09 | 0    | 0    | 0    | 0    | 2     | 0     | 2    | 0    |
| 北昆士兰狂暴 | 2009–10 | 6    | 0    | 0    | 0    | 0     | 0     | 6    | 0    |
| 北昆士兰狂暴 | 2010–11 | 17   | 0    | 0    | 0    | 0     | 0     | 17   | 0    |
| 阿德莱德联   | 2010–11 | 24   | 0    | 0    | 0    | 6     | 0     | 30   | 0    |
| 总计         | 总计    | 47   | 0    | 0    | 0    | 8     | 0     | 55   | 0    |

1 – 包括了世俱杯，亚冠联赛等数据。

## 荣誉
个人荣誉
- 阿德莱德联新星: 2011-2012赛季

## 个人生活
他的兄长扎基·马利克也是一名足球运动员，效力于南澳大利亚超级联赛。